# Decumulación
A lo largo del proceso natural de desarrollo y crecimiento del óvulo, se forma alrededor de él una envoltura de células conocida como complejo cúmulo ovocito o simplemente cúmulo. La presencia de este conjunto celular cobra importancia ya que sirve como punto de conexión para los espermatozoides, los cuales deben atravesarlo para penetrar en el óvulo y llevar a cabo su proceso de fertilización. En el contexto de una fecundación in vitro (FIV), resulta crucial la etapa de denudación, la cual desempeña un papel fundamental al facilitar la unión entre el óvulo y el espermatozoide.
El proceso de decumulación o denudación consiste en la eliminación del cúmulo que rodea al ovocito con el fin de que se produzca la fecundación. Este proceso tiene lugar de manera natural, aunque también es llevado a cabo para la realización del ICSI.
La fase de desnudación o decumulado de los óvulos cumple la función de permitir al personal del laboratorio evaluar la calidad y nivel de madurez del ovocito. Únicamente los ovocitos que han alcanzado su plena madurez serán seleccionados para la inseminación mediante la técnica conocida como microinyección intracitoplasmática de espermatozoides (ICSI).

### Proceso

#### Fase enzimática
En esta primera fase, el ovocito rodeado por el cúmulo se cultiva en un medio que contiene la hialuronidasa, una enzima capaz de romper las uniones del cúmulo al ovocito mediante la degradación del ácido hialurónico. Esta enzima se encuentra de manera fisiológica en el acrosoma del espermatozoide y, a través de la hialuronidasa, los espermatozoides podrán romper el cúmulo, permitiendo la fecundación de uno de ellos en el ovocito.

#### Fase mecánica
Esta etapa tiene lugar tras el lavado enzimático con la hialuronidasa, de manera que, mediante una pipeta, se eliminan los restos de células procedentes del cúmulo que puedan quedar adheridas al ovocito.